# 箱崎駅
箱崎駅（はこざきえき）は、福岡県福岡市東区筥松（はこまつ）二丁目にある、九州旅客鉄道（JR九州）鹿児島本線の駅である。駅番号はJA02。
通常時は普通列車しか停車しないが、毎年9月中旬の放生会期間中には快速列車も臨時停車する（夕方 - 夜間のみ）。

## 歴史
2002年12月1日、下り線が高架化された際に約440m香椎駅寄りへ移転した。これにより博多駅からの営業キロが2.8kmから3.2kmとなったため、当駅と博多駅の間では初乗り運賃が適用されなくなり（初乗り運賃の適用範囲が営業キロ3.0kmまでのため）値上げとなった。

### 年表

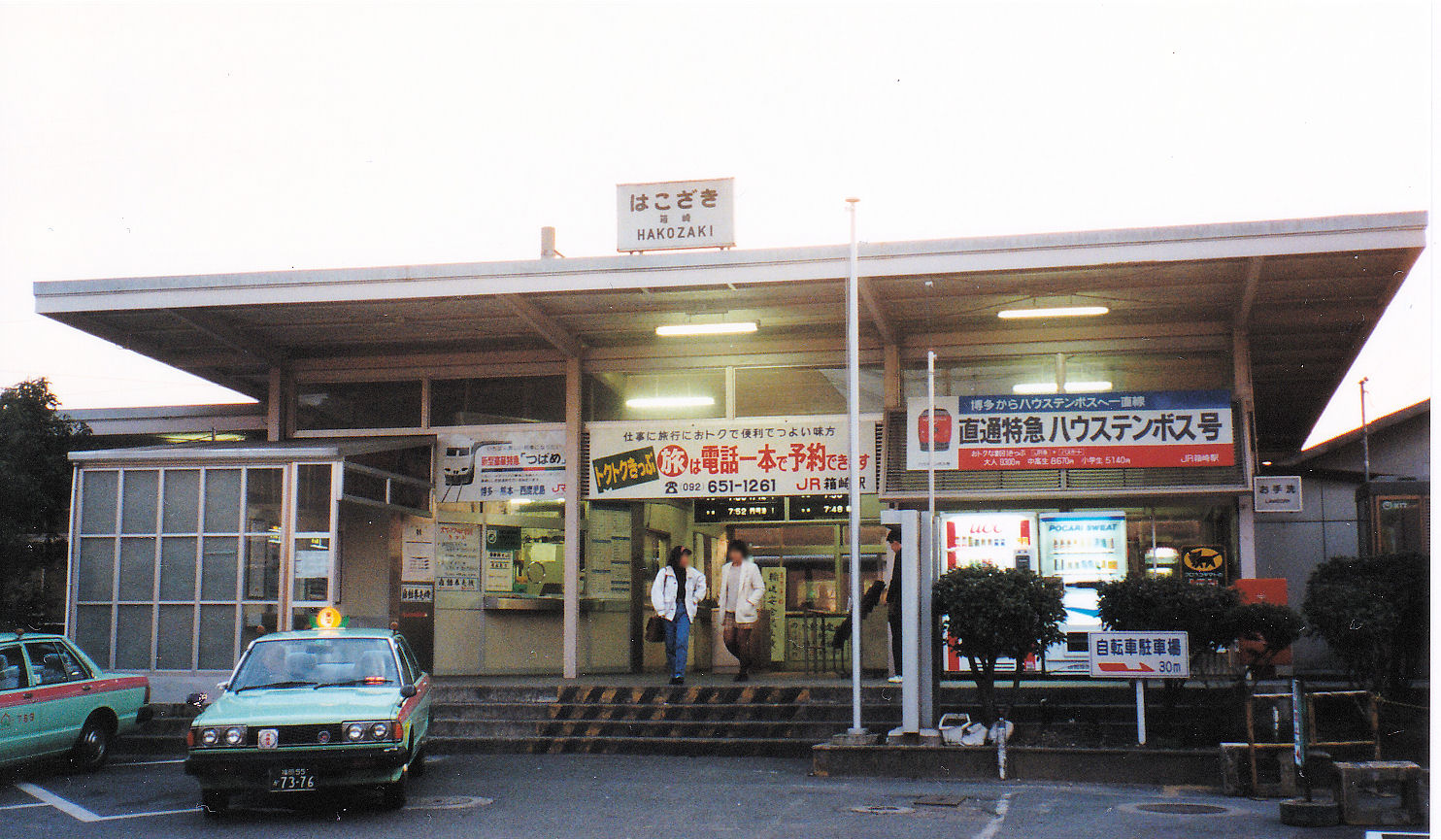
高架化前の駅舎（1992年12月）

- 1890年（明治23年）9月28日：九州鉄道（初代）が開設[2]。
- 1907年（明治40年）7月1日：九州鉄道（初代）が国有化され帝国鉄道庁が所管[2]。
- 1952年（昭和27年）10月1日：貨物の取り扱いを廃止[2]。
- 1985年（昭和60年）3月14日：荷物扱い廃止[2]。
- 1987年（昭和62年）4月1日：国鉄分割民営化により九州旅客鉄道が継承[2]。
- 1995年（平成7年）8月9日：高架化事業に着手[4]。
- 2000年（平成12年）1月22日：自動改札機を設置し、供用開始[5]。
- 2002年（平成14年）12月1日：下り線が高架化され箱崎駅が約440m香椎側に移転（上り線は仮ホーム）[3][6]。
- 2004年（平成16年）3月13日：上り線が高架化され高架事業完成[7]。
- 2008年（平成20年）3月15日：ダイヤ改正により当駅終着の普通列車が2本新設される。
- 2009年（平成21年）3月1日：ICカード「SUGOCA」の利用を開始[8]。

### 駅名の由来
開業当時の地名（糟屋郡箱崎町）が由来。「崎」は「岬」を意味し、古くから多々良川の河口で栄えた港町であった。また「箱崎」は天皇や皇族との縁の深い土地で、かつて応神天皇の胞衣を納めた筥を埋めたことから「筥崎」という地名になり、それが「箱崎」に転化したという。
詳しくは「箱崎」や「筥崎宮」を参照のこと。

## 駅構造
単式ホーム1面1線と島式ホーム1面2線の計2面3線、どちらも12両編成対応のホームを有する高架駅である。基本的には、1番のりばを千早・折尾・小倉方面、3番のりばを博多・南福岡・鳥栖方面が使用しており、2番のりばは特急列車や回送列車の待避に使われている。
直営駅で、みどりの窓口が設置されている。自動券売機・自動改札機を備え、SUGOCAの使用が可能である。

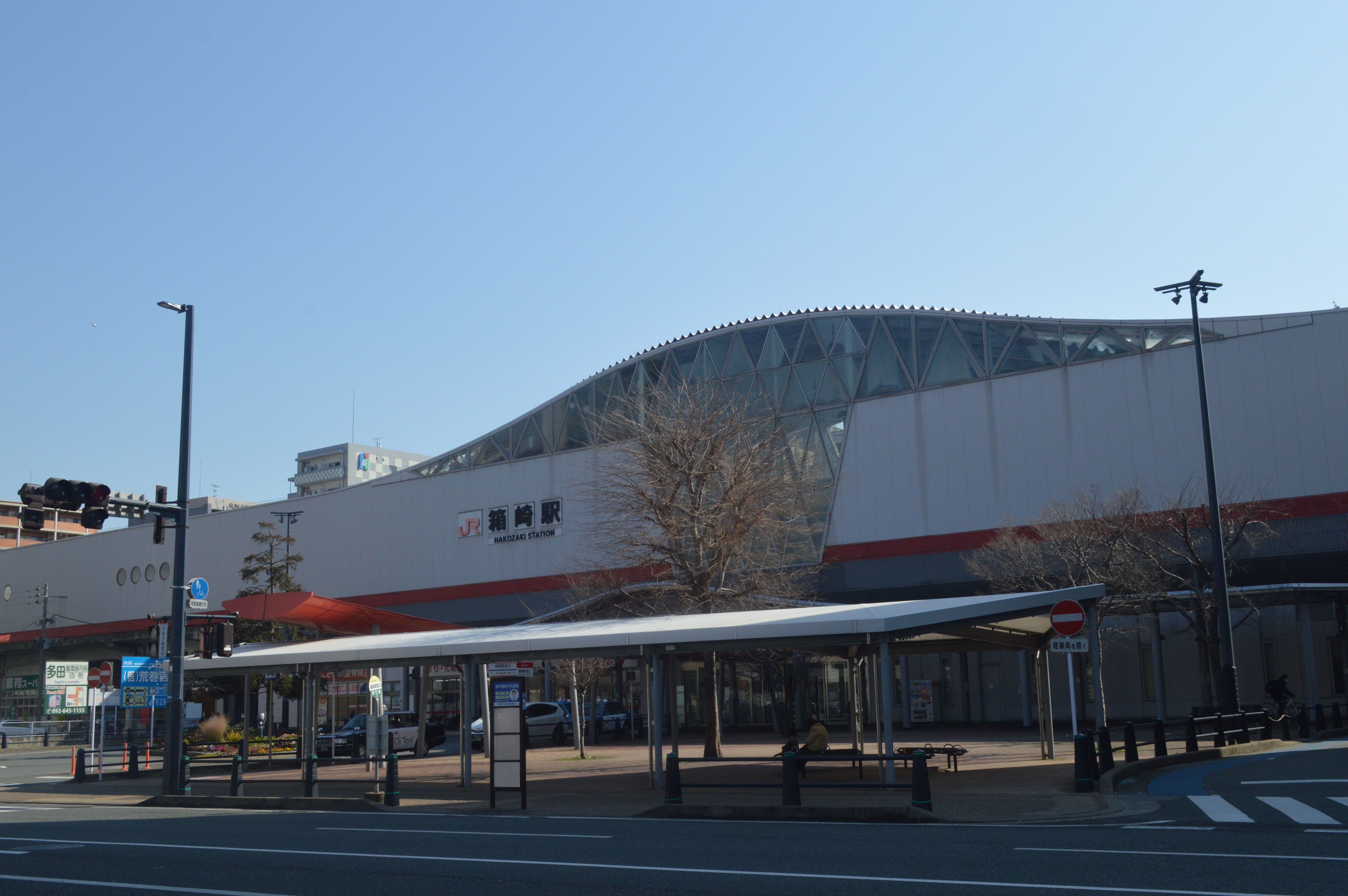
西口（2022年3月）

JRの特定都区市内制度における「福岡市内」の駅である。

### のりば
| のりば | 路線       | 方向 | 行先             | 備考                   |
| ------ | ---------- | ---- | ---------------- | ---------------------- |
| 1・2   | 鹿児島本線 | 上り | 小倉・下関方面   | 2番のりばは待避•通過用 |
| 3      | 鹿児島本線 | 下り | 博多・久留米方面 |                        |

- 2番のりばは待避の他に、博多駅発着の特急列車の折り返しにも用いられる（吉塚駅の引上げ線が3本しかなく、繁忙期を中心に満線になることが多いため）。

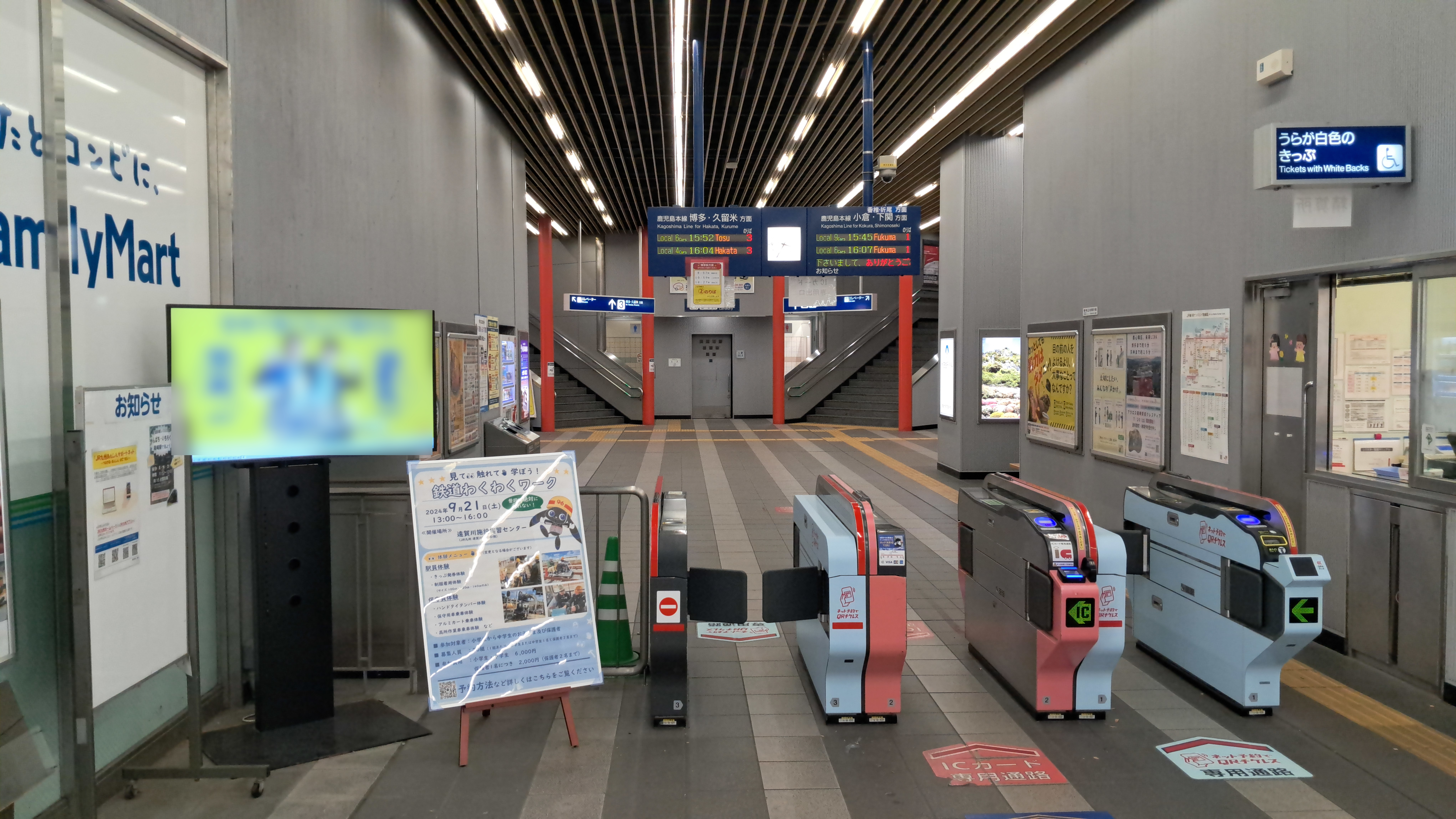
改札口（2024年9月）
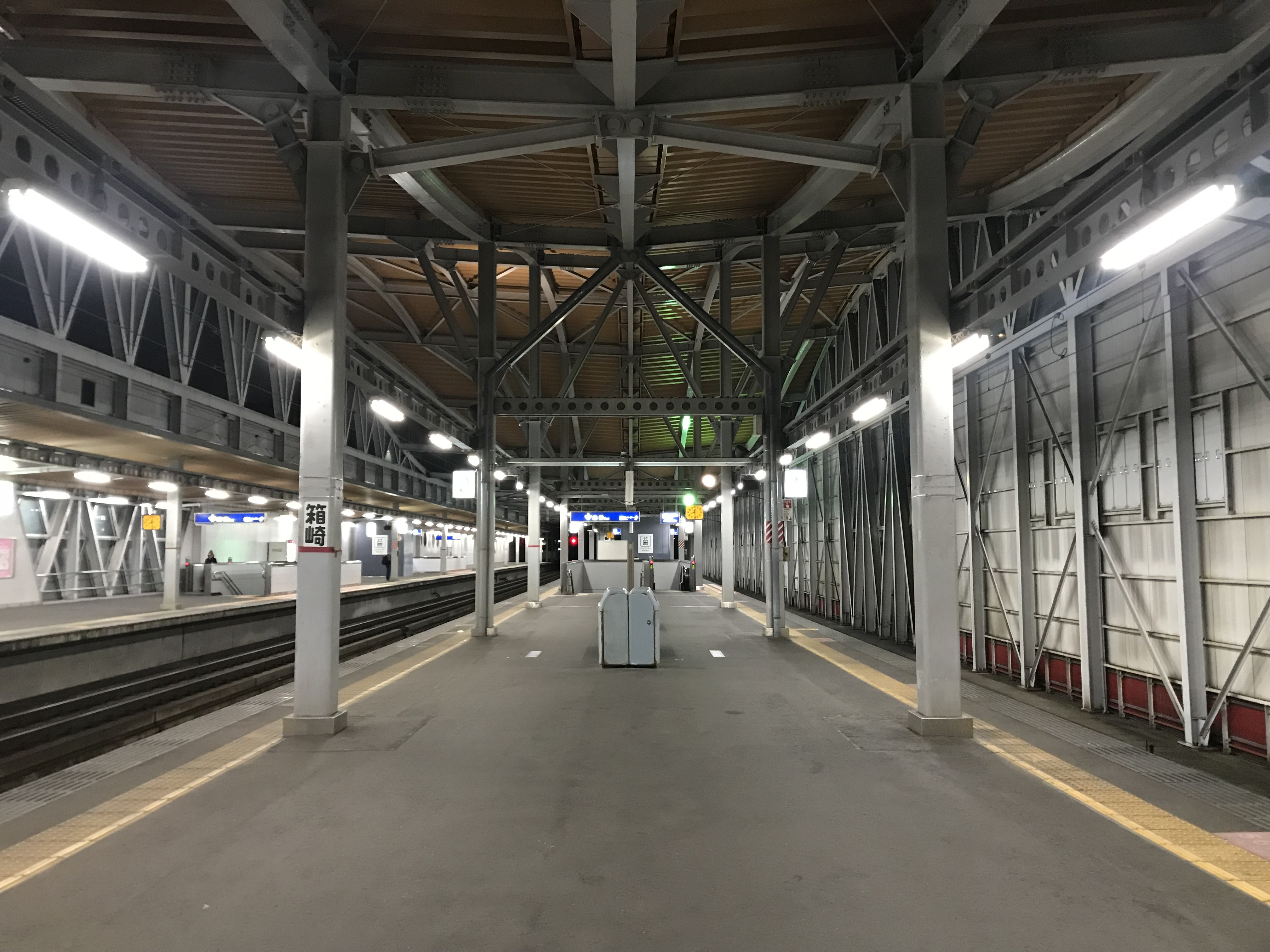
ホーム（2018年10月）
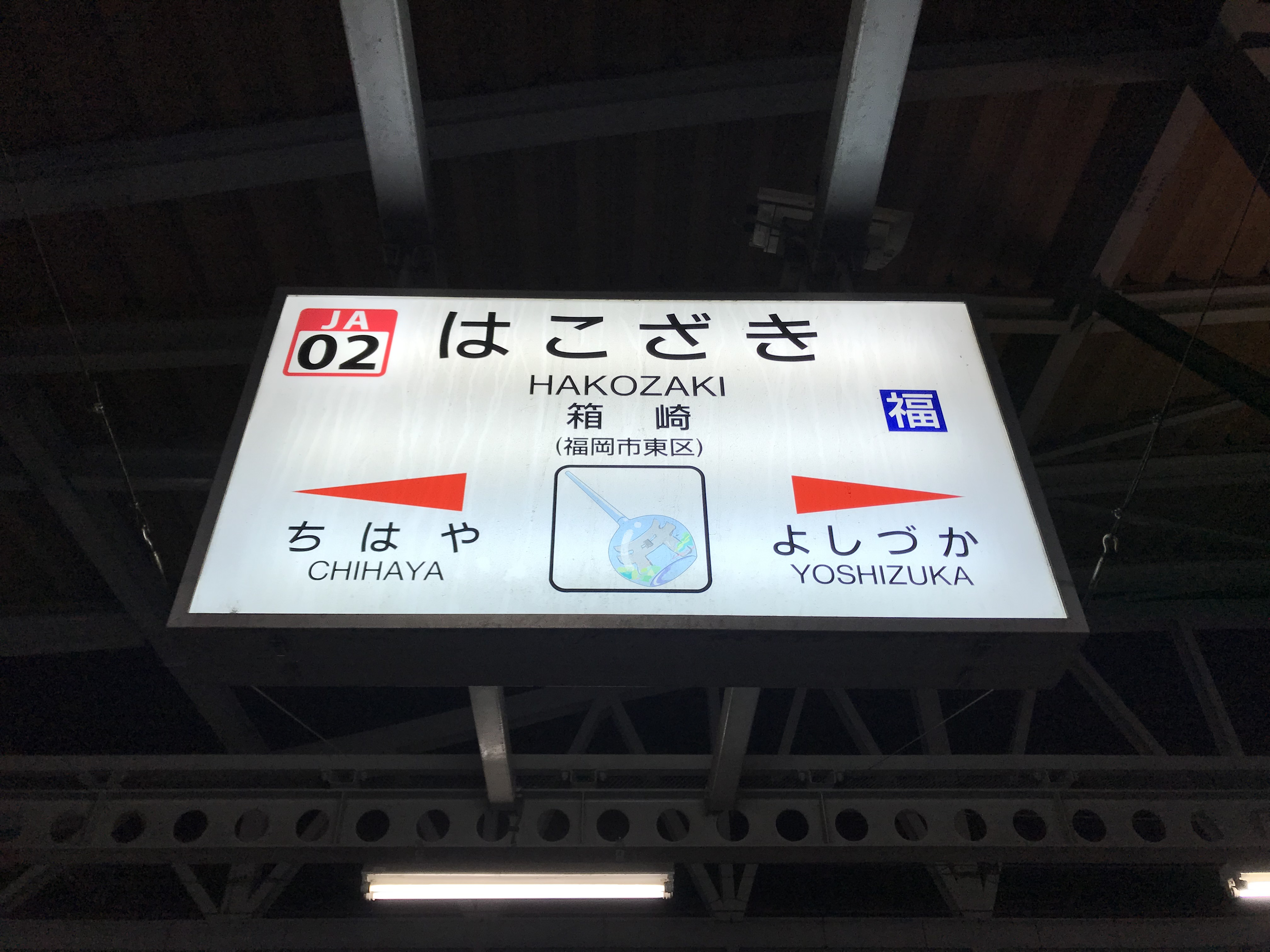
駅名標（2018年11月）

## 利用状況
2023年度の1日平均乗車人員は6,317人である。
| 乗車人員推移 | 乗車人員推移 | 乗車人員推移 |
| 年度         | 1日平均人数  | 出典         |
| ------------ | ------------ | ------------ |
| 2000年       | 2,604        |              |
| 2001年       |              |              |
| 2002年       |              |              |
|              |              |              |
| 2016年       | 5,679        | [ 10 ]       |
| 2017年       | 5,889        | [ 11 ]       |
| 2018年       | 5,994        | [ 12 ]       |
| 2019年       | 6,141        | [ 13 ]       |
| 2020年       | 4,927        | [ 14 ]       |
| 2021年       | 5,228        | [ 15 ]       |
| 2022年       | 5,853        | [ 16 ]       |
| 2023年       | 6,317        | [ 9 ]        |

## 駅周辺
駅周辺は九州大学を中心に発展した古くからの市街地であり、大規模商業施設は存在しない。近年では区画整理が進んでいる。
移転前は筥崎宮のちょうど裏手にあったが、移転で遠のいた。逆に九州大学箱崎キャンパスへは近くなっている。
- 福岡県道21号福岡直方線 - 駅北側で鹿児島本線と交差する。
- 福岡県道68号福岡太宰府線 - 駅南側で鹿児島本線と交差する。
- 福岡県道550号浜新建堅粕線（妙見通り） - 駅西側で鹿児島本線と並行する。
- 宇美川 - 駅東側
- 筥崎宮[1]
- 九州大学箱崎キャンパス[1]　※2018年秋に一部を残し伊都キャンパスへ移転
- 箱崎宮前駅、箱崎九大前駅 - 福岡市地下鉄箱崎線
- 福岡県立図書館
- 福岡市立箱崎小学校
- 福岡市立筥松小学校
- 福岡市東区役所
- 業務スーパー箱崎駅店
- 福岡モスク
- 福岡市東部農業協同組合本店・箱崎支店

### バス路線
- 箱崎駅西口バス停 - 駅西側妙見通り上
  - 西鉄バス - 74・77・78・79番系統
    - 多の津・多々良・流通センター・大川・上脇田・青洲会病院・土井団地・土井営業所・みどりが丘団地・トリアス久山方面
    - 東区役所・県庁・明治通り・天神・大濠公園方面

  - JR九州バス（直方線）
    - 蒲田団地・久山・山の神・福丸・宮田・直方駅方面
    - 九大病院・呉服町・博多駅方面
- 箱崎駅東口バス停 - 駅東側
  - 西鉄バス - 71番系統
    - 月見町方面
    - 巴町・県庁・明治通り・天神・大濠公園方面

## 隣の駅
九州旅客鉄道（JR九州）
 鹿児島本線
■快速・■区間快速
通過
■普通
千早駅 (JA03) - （千早操車場） - 箱崎駅 (JA02) - 吉塚駅 (JA01)
千早駅 - 当駅間に貝塚新駅（仮称）を設置する予定となっている。